# Albanien vid världsmästerskapen i friidrott 2009
Albanien deltog vid Världsmästerskapen i friidrott 2009 i Berlin.

## Deltagare

### Herrar
| Gren | Namn           |
| Kula | Adriatik Hoxha |